# TFF 2. Lig
Die TFF 2. Lig (lies: TFF İkinc Lig) ist seit dem Sommer 2010 die dritthöchste professionelle Spielklasse im türkischen Fußball. Die Liga wurde 1967 unter dem Namen Türkiye 3. Futbol Ligi, kurz 3. Lig, eingeführt und behielt diesen Namen bis zum Sommer 2001. Zwischen 2001 und 2006 hieß die Liga Türkiye 2. Futbol Ligi B Kategorisi, kurz 2. Lig B Kategorisi. 2006 wurde der Name auf TFF Lig B  geändert. 2010 wurde sie in TFF 2. Lig umbenannt, nachdem der Name der höchsten türkischen Spielklasse von Türkiye 1. Futbol Ligi, kurz 1. Lig, in die heutige Form, in Süper Lig, geändert worden war und die zweithöchste Spielklasse nun TFF 1. Lig heißt.

## Spielmodus
| Saison    | Zweitliga-Meister |
| --------- | --- |
| 1967/68   | Düzcespor |
| 1968/69   | Tarsus İdman Yurdu (Rote Gruppe) Nazillispor (Weiße Gruppe) |
| 1969/70   | Hatayspor (Rote Gruppe) Uşakspor (Weiße Gruppe) |
| 1970/71   | Sarıyer GK (Rote Gruppe) Konyaspor (Weiße Gruppe) Konya İdman Yurdu (Gruppe Grün) İskenderunspor (Gruppe Blau) |
| 1971/72   | Lüleburgazspor (Rote Gruppe) Beykozspor (Weiße Gruppe) Gaziantepspor (Gruppe Grün) Karabükspor (Gruppe Blau) |
| 1972/73   | Eskişehir Demirspor (Rote Gruppe) Tirespor (Weiße Gruppe) Erzurumspor (Gruppe Grün) Malatyaspor (Gruppe Blau) |
| 1973/74   | Çorumspor (Rote Gruppe) MKE Kırıkkalespor (Weiße Gruppe) |
| 1974/75   | Elazığspor (Rote Gruppe) Bandırmaspor (Weiße Gruppe) |
| 1975/76   | Diyarbakırspor (Rote Gruppe) Ispartaspor (Weiße Gruppe) |
| 1976/77   | Düzcespor (Rote Gruppe) Tekirdağspor (Weiße Gruppe) Urfaspor (Gruppe Blau) |
| 1977/78   | Edirnespor (Rote Gruppe) Sebat Gençlik SK (Weiße Gruppe) |
| 1978/79   | Lüleburgazspor (Rote Gruppe) Erzurumspor (Weiße Gruppe) |
| 1979/80   | Tarsus İdman Yurdu (Gruppe A) Izmirspor (Gruppe B) |
| 1980/81   | kein Ligabetrieb |
| 1981/82   | kein Ligabetrieb |
| 1982/83   | kein Ligabetrieb |
| 1983/84   | kein Ligabetrieb |
| 1984/85   | Gölcükgücü (1. Gruppe) Bakırköyspor (2. Gruppe) İnegölspor (3. Gruppe) Manisaspor (4. Gruppe) Aydınspor (5. Gruppe) Etibank SAS (6. Gruppe) Düzce Kervan Doğsanspor (7. Gruppe) Osmaniyespor (8. Gruppe) Artvin Hopaspor (9. Gruppe) Erzincanspor (10. Gruppe) Siirt YSE Spor (11. Gruppe)               |
| 1985/86   | Bayburtspor (1. Gruppe) Elazığspor (2. Gruppe) Reyhanlıspor (3. Gruppe) Çarşambaspor (4. Gruppe) Kırşehirspor (5. Gruppe) Sökespor (6. Gruppe) Kuşadasıspor (7. Gruppe) Sönmez Filament SK (8. Gruppe) Çanakkalespor (9. Gruppe) Çorluspor (10. Gruppe) Silivrispor (11. Gruppe) Beykozspor (12. Gruppe) |
| 1986/87   | Trabzonspor (2P) (1. Gruppe) Bitlisspor (2. Gruppe) Niğdespor (3. Gruppe) Bartınspor (4. Gruppe) Ispartaspor (5. Gruppe) Menemenspor (6. Gruppe) Kütahyaspor (7. Gruppe) Uşakspor (8. Gruppe) Eyüpspor (9. Gruppe) Zeytinburnuspor (10. Gruppe)                                                          |
| 1987/88   | Giresunspor (1. Gruppe) Mardinspor (2. Gruppe) Nevşehirspor (3. Gruppe) Polatlıspor (4. Gruppe) Alanyaspor (5. Gruppe) Ayvalıkgücü (6. Gruppe) Bursaspor (2P) (7. Gruppe) Uzunköprüspor (8. Gruppe) Kartalspor (9. Gruppe)                                                                               |
| 1988/89   | Bulancakspor (1. Gruppe) Şanlıurfaspor (2. Gruppe) Niğdespor (3. Gruppe) Hacettepe Yeni Camuzoğlu SK (4. Gruppe) Sökespor (5. Gruppe) Izmirspor (6. Gruppe) Bandırmaspor (7. Gruppe) Kasımpaşa Istanbul (8. Gruppe) Karagümrük SK (9. Gruppe)                                                            |
| 1989/90   | Ünyespor (1. Gruppe) Elazığspor (2. Gruppe) Hatayspor (3. Gruppe) Düzce Kervan Doğsanspor (4. Gruppe) Yeni Afyonspor (5. Gruppe) Bucaspor (6. Gruppe) Gönenspor (7. Gruppe) Gaziosmanpaşaspor (8. Gruppe) Yalovaspor (9. Gruppe)                                                                         |
| 1990/91   | Bafraspor (1. Gruppe) Muşspor (2. Gruppe) Tarsus İdman Yurdu (3. Gruppe) Kayserispor (4. Gruppe) Ispartaspor (5. Gruppe) Manisaspor (6. Gruppe) Bozüyükspor (7. Gruppe) Sirkeci Küçükçekmecespor (8. Gruppe) Üsküdar Anadolu SK (9. Gruppe)                                                              |
| 1991/92   | Akçaabat Sebatspor (1. Gruppe) Batman Belediyespor (2. Gruppe) İskenderunspor (3. Gruppe) Yeni Yozgatspor (4. Gruppe) Yeni Nazillispor (5. Gruppe) Kütahyaspor (6. Gruppe) Balıkesirspor (7. Gruppe) İstanbulspor (8. Gruppe) Zonguldakspor (9. Gruppe)                                                  |
| 1992/93   | Adıyamanspor (1. Gruppe) Giresunspor (2. Gruppe) Hatayspor (3. Gruppe) Yeni Sincanspor (4. Gruppe) Eskişehirspor (5. Gruppe) Çorumspor (6. Gruppe) Istanbul BB (7. Gruppe) Çorluspor (8. Gruppe) Dardanelspor (9. Gruppe) Yeni Turgutluspor (10. Gruppe)                                                 |
| 1993/94   | Batman Belediyespor (1. Gruppe) Çaykur Rizespor (2. Gruppe) İçel Poligücü (3. Gruppe) Ankara Şekerspor (4. Gruppe) Kemer Belediyespor (5. Gruppe) Erdemir Ereğlispor (6. Gruppe) Edirnespor (7. Gruppe) Düzcespor (8. Gruppe) Yeni Afyonspor (9. Gruppe) Manisaspor (10. Gruppe)                         |
| 1994/95   | Elazığspor (1. Gruppe) Erzincanspor (2. Gruppe) Şanlıurfaspor (3. Gruppe) PTT SK (4. Gruppe) Beypazarı Belediyespor (5. Gruppe) Yimpaş Yozgatspor (6. Gruppe) Fethiyespor (7. Gruppe) Bergama Belediyespor (8. Gruppe) Lüleburgazspor (9. Gruppe) Anadolu Hisarı SK (10. Gruppe)                         |
| 1995/96   | Bingölspor (1. Gruppe) Artvin Hopaspor (2. Gruppe) İskenderunspor (3. Gruppe) Ankara Demirspor (4. Gruppe) Ünyespor (5. Gruppe) Muğlaspor (6. Gruppe) Kuşadasıspor (7. Gruppe) İnegölspor (8. Gruppe) Nişantaşıspor (9. Gruppe) Beylerbeyi SK (10. Gruppe)                                               |
| 1996/97   | Batman Petrolspor (1. Gruppe) Giresunspor (2. Gruppe) Gaziantep Sankospor (3. Gruppe) Boluspor (4. Gruppe) Ankara BB (5. Gruppe) Marmarisspor (6. Gruppe) Istanbul BB (7. Gruppe) Kasımpaşa Istanbul (8. Gruppe)                                                                                         |
| 1997/98   | Ağrıspor (1. Gruppe) Gümüşhane Doğanspor (2. Gruppe) Fırat Üniversitesi SK (3. Gruppe) Kilimli Belediyespor (4. Gruppe) Petrol Ofisi SK (5. Gruppe) Izmirspor (6. Gruppe) Pendikspor (7. Gruppe) Çorluspor (8. Gruppe)                                                                                   |
| 1998/99   | Siirt Köy Hizmetleri SK (1. Gruppe) Sivasspor (2. Gruppe) Malatya Belediyespor (3. Gruppe) MKE Kırıkkalespor (4. Gruppe) Ankara ASAŞ (5. Gruppe) Yeni Nazillispor (6. Gruppe) Darıca Gençlerbirliği (7. Gruppe) Gaziosmanpaşaspor (8. Gruppe)                                                            |
| 1999/2000 | Cizrespor (1. Gruppe) Gümüşhane Doğanspor (2. Gruppe) Hacılar Erciyesspor (3. Gruppe) Türk Telekomspor (4. Gruppe) Ispartaspor (5. Gruppe) Yeni Turgutluspor (6. Gruppe) Öz Sahrayıceditspor (7. Gruppe) Kırklarelispor (8. Gruppe)                                                                      |
| 2000/01   | Mardinspor (1. Gruppe) Iğdır Belediyespor (2. Gruppe) Adana Demirspor (3. Gruppe) Tokatspor (4. Gruppe) Uşakspor (5. Gruppe) Mustafakemalpaşaspor (6. Gruppe) Maltepespor (7. Gruppe) Yıldırım Bosnaspor (8. Gruppe)                                                                                     |
| 2001/02   | Vestel Manisaspor |
| 2002/03   | Karşıyaka SK (Gruppe A) Türk Telekomspor (Gruppe B) Erciyesspor (Gruppe C) |
| 2003/04   | Fatih Karagümrük SK (Gruppe A) Sarıyer SK (Gruppe B) Mardinspor (Gruppe C) |
| 2004/05   | Uşakspor (Gruppe A) Orduspor (Gruppe B) Gaziantep BB (Gruppe C) |
| 2005/06   | Kasımpaşa Istanbul (Aufstiegsrunde) |
| 2006/07   | Boluspor (Aufstiegsrunde) |
| 2007/08   | Adanaspor (Aufstiegsrunde) |
| 2008/09   | Bucaspor (Aufstiegsrunde) |
| 2009/10   | Güngören Belediyespor (Aufstiegsrunde) |
| 2010/11   | Göztepe Izmir (Gruppe Weiß) Elazığspor (Gruppe Rot) |
| 2011/12   | Şanlıurfaspor (Gruppe Weiß) 1461 Trabzon (Gruppe Rot) |
| 2012/13   | Balıkesirspor (Gruppe Weiß) Kahramanmaraşspor (Gruppe Rot) |
| 2013/14   | Giresunspor (Gruppe Weiß) Altınordu Izmir (Gruppe Rot) |
| 2014/15   | Yeni Malatyaspor (Gruppe Weiß) Göztepe Izmir (Gruppe Rot) |
| 2015/16   | Manisaspor (Gruppe Weiß) Ümraniyespor (Gruppe Rot) |
| 2016/17   | İstanbulspor (Gruppe Weiß) MKE Ankaragücü (Gruppe Rot) |
| 2017/18   | Altay İzmir (Gruppe Weiß) Hatayspor (Gruppe Rot) |
| 2018/19   | Keçiörengücü (Gruppe Weiß) Menemen Belediyespor (Gruppe Rot) |
| 2019/20   | Samsunspor (Gruppe Weiß) Bandırmaspor (Gruppe Rot) |
| 2020/21   | Manisa FK (Gruppe Weiß) Eyüpspor (Gruppe Rot) |
| 2021/22   | Pendikspor (Gruppe Weiß) Sakaryaspor (Gruppe Rot) |
| 2022/23   | Çorum FK (Gruppe Weiß) Kocaelispor (Gruppe Rot) |
| 2023/24   | Erokspor (Gruppe Weiß) Amed SK (Gruppe Rot) |
| 2024/25   | Sarıyer SK (Gruppe Weiß) Serik Belediyespor (Gruppe Rot) |

### Modus zur Ligagründung und die 2. Saison (1967–1968)
Der Spielmodus der TFF 1. Lig wechselte mehrfach. Die Liga wurde im Sommer 1967 unter dem Namen Türkiye 3. Futbol Ligi als einspurige Liga mit 17 Mannschaften eingeführt, wobei alle Mannschaften in Heim- und Auswärtsspielen zweimal gegeneinander antraten. Der Meister der Liga stieg direkt in die höchste türkische Spielklasse, in die damals als Türkiye 2. Futbol Ligi bezeichnete Liga, auf, während die erste Saison ohne Abstieg gespielt wurde.

### Zweispurige Liga mit und ohne Absteiger (1968–1970)
Bereits in der Saison 1968/69, der 2. Spielzeit der 3. Lig, wurde das Ligasystem grundlegend reformiert. Statt wie bisher in einer eingleisigen Liga wurde die Liga in eine zweigleisige Liga aufgeteilt in der beide Tabellenersten, die beiden Meister, direkt in die 2. Lig aufstiegen. Mit dieser Aufsplittung der Liga in eine zweigleisige wurde auch die Mannschaftszahl von bisher 17 auf 28 Teams, 14 Vereine je Gruppe, erhöht. Die zwei Gleise bzw. Gruppen wurden wie vorher schon in der 2. Lig als Gruppe Rot und der Gruppe Weiß bezeichnet. Im Gegensatz zur ersten Saison wurde die zweite Spielzeit nun mit Abstieg konzipiert, wobei die beiden Tabellenletzten in die regionale Amateurliga abstiegen. Bereits in der zweiten Spielzeit als zweispurige Liga, in der Türkiye 3. Futbol Ligi 1969/70, wurde die Mannschaftszahl von bisher 28 auf nun insgesamt 42 Mannschaften erhöht. Diese 42 Teams teilten sich zu je 21 in die zwei Gruppen Rot und der Weiß auf. Auch wurde im Gegensatz zur Vorsaison die Liga dieses Mal ohne Abstieg gespielt.

### Vierspurige Liga mit und ohne Absteiger (1970–1973)
In der Saison 1970/71 wurde die 3. Lig im Gegensatz zur Vorsaison nicht in zwei Gruppen ausgetragen, sondern wurde in eine viergleisige Liga mit jeweils 15 Mannschaften überführt. Insgesamt spielten 60 Mannschaft in vier Gruppen um den Aufstieg in die 2. Lig. Die Tabellenersten aller vier Gruppen stiegen direkt in die höhere 2. Lig auf, während es erneut keinen Abstieg aus der Liga gab. Dieser Modus wurde im Wesentlichen auch in der Spielzeit 1971/72 beibehalten und lediglich mit Abstieg ergänzt. Die zwei Letztplatzierten aller vier Gruppen stiegen dabei in die untergeordnete regionale Amateurliga. Entgegen den zwei Absteigern je Gruppe, stiegen in der Saison 1972/73 keine Mannschaften aus den Amateurligen auf. Dadurch reduzierte sich die Mannschaftsanzahl je Gruppe von 15 auf 13 und der Liga von insgesamt 60 auf 52. Trotz dieser Reduzierung der Mannschaftsanzahl stiegen auch in der Saison 1972/73 zwei letztplatzierten Teams ab.

### Zweispurige Liga (1973–1976)
Bereits zum Sommer 1973 erfuhr der Spielmodus eine erneute Änderung. Die Liga wurde fortan zweigleisig ausgetragen, wobei beide Tabellenersten und beide Tabellenzweiten direkt in die 2. Lig aufstiegen. Die Mannschaften auf den vier letzten Tabellenplätzen beider Gruppen in stiegen in die regionale Amateurliga ab. Die Gesamtmannschaftszahl wurde von 52 auf 43 gesenkt, während die Gruppen weiterhin mit Gruppe Rot und der Gruppe Weiß bezeichnet wurden. Die Mannschaftsreduktion kam dadurch zustande, dass keine Aufsteiger aus der regionalen Amateurliga vorhanden waren. Die zweispurige Auslegung der Liga, in der es zwei Aufsteiger vorgesehen waren, blieb bis zum Sommer 1978 bestehen. Lediglich die Mannschaftszahl variierte über die Spielzeiten und damit verbunden auch die Anzahl der Absteiger in die 3. Lig. Mit der Saison 1974/75 wurde die Liga wieder geringfügig verändert. Es gab wieder keine Aufsteiger aus der regionalen Amateurliga, sodass die Mannschaftsanzahl von 43 auf 35 reduziert. Mit dieser Saison stiegen nur die Tabellenersten beider Gruppen auf und nicht mehr zusätzliche die Zweitplatzierten. Die Absteiger wurden von vier je Gruppe auf zwei bzw. ein Absteiger von insgesamt acht auf insgesamt drei reduziert. In der nachfolgenden Saison, der Saison 1975/76, wurde der Spielmodus weitestgehend beibehalten. Lediglich die Gesamtmannschaftsanzahl wurde, durch das Wegfallen von Aufsteigern aus der regionalen Amateurliga, von 35 auf 32 reduziert. Zusätzlich wurde die Spielzeit ohne Abstieg ausgetragen.

### Dreispurige Liga mit drei Aufsteigern (1976–1977)
Mit der Spielzeit 1976/77 wurde die Liga im Gegensatz zur Vorsaison nicht in zwei Gruppen ausgetragen, sondern wurde in eine dreigleisige Liga mit zweimal elf Mannschaften (Gruppe Rot und Weiß) und einmal zehn Mannschaften (Gruppe Blau) erweitert. Insgesamt spielten somit 32 Mannschaft in drei Gruppen um den Aufstieg in die 2. Lig oder um den Abstieg in die regionale Amateurliga. Die Tabellenersten aller drei Gruppen stiegen direkt in die höhere 2. Lig auf und die Tabellenletzten der Gruppe Rot und Weiß und der Tabellenletzte der Gruppe Blau und Amateurliga ab.

### Zweispurige Liga (1977–1980)
Bereits zum nächsten Sommer, dem Sommer 1977, erfuhr der Spielmodus eine erneute Änderung. Die Liga wurde wieder auf eine Zweigleisige zurückgesetzt, wobei beide Tabellenersten direkt in die 2. Lig aufstiegen. Die Mannschaften auf den letzten drei Tabellenplätzen beider Gruppen in stiegen in die regionale Amateurliga ab.
Mit der Saison 1978/79 wurde der Spielmodus der Liga nur insofern geändert, dass nun nicht nur die beiden Erstplatzierten aufstiegen, sondern auch die beiden Zweitplatzierten.
Durch das Fehlen von Aufsteigern aus der regionalen Amateurliga reduzierte sich die Mannschaftsanzahl zur Spielzeit 1979/80 von 25 auf 18. Diese 18 Mannschaften sollten ursprünglich in zwei Gruppen um Auf- und Abstieg zu spielen. Dabei sollten die Meister und Vizemeister beider Gruppen in die 2. Liga aufsteigen und der Tabellenletzte der Gruppe A und die beiden Letztplatzierten der Gruppe B in die regionale Amateurliga absteigen. Da der türkische Fußballverband durch eine spontane Entscheidung im Sommer 1980 beschlossen hatte, die 3. Lig aufzulösen und mit der 2. Lig zusammenzulegen, wurden die Auf- und Absteiger des ursprünglichen Spielmodus verworfen und alle Mannschaften der 3. Lig unabhängig ihrer Platzierung in die 2. Lig aufgenommen.

### Kein Ligabetrieb (1980–1984)
Vor der Spielzeit 1980/81 wurden im türkischen Profifußball die dritthöchste Spielklasse, die 3. Lig, abgeschafft und die in der 3. Lig vorhandenen Mannschaften in die eins höhere Liga, in die 2. Lig, übernommen. Dieser Zustand dauerte vier Spielzeiten an.

### Wiedereinführung der 3. Lig als zehnspurige Liga (1984–1990)
Nachdem der türkische Profifußball in den Spielzeiten 1980/81 bis 1983/84 nur aus zwei Ligen, der 1. Lig und der 2. Lig, bestand, wurde sie im Sommer 1984 wieder auf drei Ligen erweitert und somit die 3. Lig wiedereingeführt. Die neugeschaffene 3. Lig wurde als zehnspurige Liga konzipiert. Die zehn Gruppen wurden als Gruppe 1 bis Gruppe 10 bezeichnet und bestanden aus 8 bis 16 Mannschaften. Die Tabellenersten aller Gruppen stiegen in die 2. Lig auf, während die erste Saison nach der Wiederaufnahme, die Saison 1984/85, ohne Abstieg ausgetragen wurde.
In der Spielzeit 1985/86 wurde der Spielmodus beibehalten und lediglich die Mannschaftszahl von 132 auf 142 erhöht. Diese Erhöhung führte auch dazu, dass die Mannschaftsanzahl je Gruppe angepasst wurde und nun die Gruppen aus 10 bis 13 Mannschaften bestanden.
Mit der Saison 1986/87 erhöhte sich die Mannschaftszahl von 142 auf 166. Darüber hinaus wurde die Liga nun auch mit Abstieg ausgetragen, sodass die beiden Tabellenletzten aller Gruppen in die Amateurliga absteigen mussten. Bei den Aufsteigern stieg zusätzlich zu den zehn Meistern durch das Fehlen einer Regelung aus der Gruppe 1 auch der Zweitplatzierte Ünyespor auf. Dieser Verein beendete die Saison Punkt- und Torverhältnisgleich mit Trabzonspor (2P). Trotzdem erklärte er Fußballverband Trabzonspor (2P) als Meister und damit als Aufsteiger. Da zum Saisonstart kein klares Reglement für diesen Fall bekanntgegeben wurde, klagte Ünyespor und bewirkte per Gerichtsentscheid ebenfalls den Aufstieg in die 2. Lig.
Zur Saison 1987/88 wurde der Spielmodus beibehalten und lediglich die Mannschaftszahl von 166 auf 152 erhöht. In der Saison 1988/89 reduzierte sich die Mannschaftszahl auf 147 und die Gesamtabsteigeranzahl von 20 Mannschaften auf 19.
Mit der Spielzeit 1989/90 erfuhr die Liga erneut einer Reduzierung der Mannschaftszahl von 147 auf 136. Die Saison wurde ohne Abstieg ausgetragen. Die Mannschaften Trabzonspor (2P), Karşıyaka SK (2P), Tekirdağ Büyük Salatspor, Galatasaray (2P) zogen sich freiwillig aus der Liga zurück und waren keine regulären Absteiger.

### Neunspurige Liga (1990–1992)
Die Gesamtmannschaftsanzahl wurde mit der Saison 1990/91 von vorher 136 jetzt auf 161 erhöht. Die Liga wurde von einer Zehnspurigen in eine Neunspurige überführt. Acht der neun Gruppen bestanden aus 18 Mannschaften und eine aus 17 Mannschaften. Die Gruppenbezeichnung mit einer fortlaufenden Nummerierung wurde beibehalten. Nachdem die letzte Spielzeit noch ohne Abstieg konzipiert war, wurde diese Spielzeit wieder mit Abstieg durchgeführt. Alle Tabellenersten stiegen auf, während alle Tabellenletzten als Absteiger feststanden.
In der Gruppe 1991/92 wurde der Spielmodus beibehalten und nur die Gesamtmannschaftsanzahl von 161 auf 166 erhöht. Dadurch bestanden die Gruppen jetzt aus je 18 bis 20 Mannschaften.

### Zehnspurige Liga (1992–1993)
Mit der Spielzeit 1992/93 wurde der Spielmodus dahingehend umgeändert, dass die Liga wieder eine zehnspurige Liga wurde. Die Gruppen Bezeichnung mit einer fortlaufenden Nummerierung wurde beibehalten. Statt wie bisher stiegen mit dieser Saison nicht nur die Tabellenletzten ab, sondern die vier Letztplatzierten aller Gruppen. Auch die Gesamtmannschaftszahl reduzierte sich von 166 auf 160, sodass nun die neun Gruppen aus je 16 Vereinen bestand.

### Zehnspurige Liga mit Play-off-Runde (1993–1994)
Das Grundprinzip des Spielmodus der letzten Spielzeit wurde in der Saison 1993/94 beibehalten. Wieder bestand die Liga aus zehn Gruppen, in denen alle Gruppenersten direkt aufstiegen. Um die Attraktivität und Spannung der Liga zu steigern änderte der türkische Fußballverband geringfügig den Spielmodus. Zusätzlich zu den zehn Erstplatzierten stieg einer der zehn Zweitplatzierten auf. Dieser letzte Aufsteiger wurde über die Play-offs, welches in einem K.-o.-System im Anschluss an die reguläre Saison ausgetragen wurden, bestimmt. Die Gesamtzahl wurde von 160 auf 130 reduziert, sodass alle Gruppen aus je 13 Mannschaften bestanden. Die beiden Letztplatzierten aller Gruppen stiegen in die Amateurliga ab.

### Zehnspurige Liga (1994–1996)
Bereits nach einer Saison mit Play-off-Runde wurde die Liga mit der Saison 1994/95 ohne Play-off-Runde veranstaltet. Durch die angestiegene Mannschaftsanzahl von 130 auf 14 bestand die Liga aus zehn Gruppen mit je 14 Mannschaften. Alle Erstplatzierten stiegen auf und die beiden Letztplatzierten aller Gruppen stiegen in die Amateurliga ab.
In der Saison 1995/96 wurde der Spielmodus beibehalten und nur die Gesamtmannschaftsanzahl von 140 auf 139 reduziert. Dadurch bestand eines der zehn Gruppen aus 13 anstatt aus 14 Teams.

### Achtspurige Liga (1996–2000)
Mit der Spielzeit 1996/97 wurde die bisher zehnspurige Liga in eine Achtspurige mit 17 bis 18 Mannschaften umgeändert. Die Gesamtmannschaftsanzahl von 139 auf 140 erhöht. Alle Erstplatzierten stiegen auf und die beiden Letztplatzierten aller Gruppen stiegen in die Amateurliga ab.
In der Saison 1997/98 blieb der Spielmodus unverändert. Nur durch die reduzierte Gesamtmannschaftsanzahl von 140 auf 135 bestanden die acht Gruppen aus je 16 bzw. 17 Mannschaften. In sieben Gruppen stiegen die beiden Letztplatzierten ab und in einer Gruppe nur der Tabellenletzte.
Die Gesamtmannschaftsanzahl wurde mit der Spiel 1998/99 von 135 auf 137 gesteigert. So bestanden die zehn Gruppen aus je 17 bzw. 18 Mannschaften Im Gegensatz zur Vorsaison stiegen in allen acht Gruppen die die beiden Letztplatzierten ab.
Auch in der Saison 1999/2000 blieb der Spielmodus unverändert. Die Gesamtmannschaftsanzahl ging um drei Mannschaften auf 134 zurück.

### Achtspurige Liga und Ligareform (2000–2001)
Prinzipiell wurde in der Saison 2000/01 der Spielmodus beibehalten. Da aber der türkische Fußballverband im Sommer 2001 den türkischen Profifußball umgestalten wollte und im Zuge dessen das bisherige drei Ligen enthaltene Ligasystem in vier Ligen ausweiten wollte, wurde in Vorbereitung dessen in der Saison 2000/01 Vorkehrungen durchgeführt. So wurde die Liga ohne Aufstieg in die 2. Lig gespielt. Jene Mannschaften auf den ersten drei Tabellenplätzen aller acht Gruppen sicherten sich lediglich den Verbleib in der 3. Division, die ab Sommer 2001 von 3. Lig in 2. Lig B Kategorisi umbenannt wurde. Die Mannschaften auf den letzten vier Tabellenplätzen sollten in die Amateurliga absteigen. Die Mannschaften auf den letzten vier Tabellenplätzen sollten in die im Sommer 2001 neu-eingeführte TFF 3. Lig, der vierten und untersten Division des türkischen Profifußballs, absteigen.

### Fünfspurige Liga mit anschließender Auf-, Abstiegs- und Play-off-Runde (2001–2002)
Nach der Reformierung des türkischen Fußballbetriebs hieß die 3. türkische Liga fortan 2. Lig B Kategorisi. Mit der Ligareform wurde auch der Spielmodus der Liga geändert. So wurde die Liga in drei Etappen ausgetragen. In der 1. Etappe wurden in einer Qualifikationsrunde in fünf Gruppen mit jeweils zehn Mannschaften mit Hin- und Rückspielen gespielt. Nach dem Ende der 1. Etappe wurden die ersten zwei Mannschaften aus allen Gruppen in eine gemeinsame Gruppe, die Aufstiegsrunde aufgenommen und spielten hier um den Aufstieg in die 2. Lig A Kategorisi, in die damalige 2. türkische Liga. Die restlichen Teams in den fünf Gruppen der Qualifikationsrunde spielten in unveränderter Gruppenkonstellation nun in einer Abstiegsrunde um den Abstieg in die TFF 3. Lig, der neu-eingeführten 4. türkischen Liga. Sowohl die Aufstiegsrunde als auch die Abstiegsrunde stellten dabei die 2. Etappe dar und wurden mit Hin- und Rückspiel gespielt. Die Mannschaften auf den ersten zwei Plätzen der Aufstiegsrunde stiegen direkt in die 2. Lig A Kategorisi auf und die letzten zwei Mannschaften aller Gruppen der Abstiegsrunde stiegen in die TFF 3. Lig ab. Während die Punkte aus der Qualifikationsrunde nicht in die Aufstiegsrunde mitgenommen wurden, wurden sie in der Abstiegsrunde unverändert mitgezählt. Die beiden Erstplatzierten der Aufstiegsrunde stiegen direkt in die 2. Lig A Kategorisi auf. Der dritte Aufsteiger wurde in der dritten Etappe in Form einer Play-off-Runde bestimmt. Die Mannschaften auf den Plätzen drei bis fünf der Aufstiegsrunde und alle Gruppenersten der Abstiegsgruppen sollten im K.-o.-System die restlichen Aufsteiger ausspielen. Die Gesamtmannschaftszahl reduzierte sich von 134 auf 50 Mannschaften.

### Dreispurige Liga (2002–2005)
Bereits nach einem Jahr wurde der Spielmodus erneut geändert und von einer fünfspurigen und dreietappigen Liga in eine dreispurige und einetappige Liga überführt. In drei Gruppen, die als Gruppe A, B und C bezeichnet wurden, spielten je 18 (Gruppe A) bzw. 17 (Gruppe B und C) Mannschaften um den Auf- bzw. Abstieg. Die Meister der drei Gruppen stiegen in die 2. Lig A Kategorisi auf und die Mannschaften auf den letzten zwei Tabellenplätzen aller Gruppen in die TFF 3. Lig ab. Die Gesamtmannschaftsanzahl stieg von 50 auf 52 Mannschaften.
In der Saison 2003/04 wurde der Spielmodus unverändert beibehalten und lediglich die Gesamtmannschaftsanzahl um eine Mannschaft auf 51 Mannschaften reduziert.

### Fünfspurige Liga mit anschließender Auf-, Abstiegs- und Play-off-Runde (2005–2009)
Nach drei Spielzeiten stellte der nationale Fußballverband den Spielmodus wieder auf den Spielmodus der Saison 2001/02 zurück.
So wurde die Liga in drei Etappen ausgetragen. In der 1. Etappe wurden in einer Qualifikationsrunde in fünf Gruppen mit jeweils zehn bzw. elf Mannschaften mit Hin- und Rückspielen gespielt. Nach dem Ende der 1. Etappe wurden die ersten zwei Mannschaften aus allen Gruppen in eine gemeinsame Gruppe, die Aufstiegsrunde aufgenommen und spielten hier um den Aufstieg in die 2. Lig A Kategorisi, in die damalige 2. türkische Liga. Die restlichen Teams in den fünf Gruppen der Qualifikationsrunde spielten in unveränderter Gruppenkonstellation nun in einer Abstiegsrunde um den Abstieg in die TFF 3. Lig, der neu-eingeführten 4. türkischen Liga. Sowohl die Aufstiegsrunde als auch die Abstiegsrunde stellten dabei die 2. Etappe dar und wurden mit Hin- und Rückspiel gespielt. Die Mannschaften auf den ersten zwei Plätzen der Aufstiegsrunde stiegen direkt in die 2. Lig A Kategorisi auf und die letzten zwei Mannschaften aller Gruppen der Abstiegsrunde stiegen in die TFF 3. Lig ab. Während die Punkte aus der Qualifikationsrunde nicht in die Aufstiegsrunde mitgenommen wurden, wurden sie in der Abstiegsrunde unverändert mitgezählt. Die beiden Erstplatzierten der Aufstiegsrunde stiegen direkt in die 2. Lig A Kategorisi auf. Der dritte Aufsteiger wurde in der dritten Etappe in Form einer Play-off-Runde bestimmt. Die Mannschaften auf den Plätzen drei bis fünf der Aufstiegsrunde und alle Gruppenersten der Abstiegsgruppen sollten im K.-o.-System die restlichen Aufsteiger ausspielen.
In der Saison 2006/07 wurde der Spielmodus unverändert beibehalten. Lediglich der Liganame wurde von Türkiye 2. Futbol Ligi B Kategorisi auf jetzt TFF Lig B umgeändert. Die Gesamtmannschaftszahl wurde von 51 auf 50 gesenkt. Damit bestanden alle Gruppen der Qualifikationsrunde auf zehn Mannschaften reduziert.
Die Gesamtmannschaftszahlen wurden in der Spielzeit 2008/09 erhöht, aber der Spielmodus unverändert.

### Vierspurige Liga mit anschließender Auf-, Abstiegs- und Play-off-Runde (2009–2010)
Mit der Spielzeit 2009/10 wurde der Spielmodus nur marginal verändert. Statt bisher fünf Gruppen wurde der vorherige Spielmodus mit vier Gruppen fortgesetzt. Die Gesamtmannschaftszahl reduzierte sich zur Vorsaison um fünf Mannschaften auf 45 Mannschaften.

### Zweispurige Liga mit zusätzlichem Play-off (2010-…)
Mit der Saison 2010/11 wurde der Liganame von TFF Lig B auf TFF 2. Lig geändert. Zudem wurde der Spielmodus reformiert. Die vierspurigen und dreietappige Liga wurde in eine zweispurige und zweietappige Liga überführt. Die Gruppen wurden als Gruppe Weiß und Rot bezeichnet und bestanden aus je 18 Mannschaften. Die Meister der zwei Gruppen stiegen in die TFF 1. Lig auf und die Mannschaften auf den letzten drei Tabellenplätzen aller Gruppen in die TFF 3. Lig ab. Die Gesamtmannschaftsanzahl sank von 45 auf 36 Mannschaften. Nach der Ligaphase wurden in der zweiten Etappe die Play-offs durchgeführt. Hier sollte im K.-o.-System der letzte Aufsteiger ausgespielt werden. Für die Play-offs qualifizierten sich die Mannschaften auf den Tabellenplätzen zwei bis fünf beider Gruppen.
Der Spielmodus wurde in der Saison 2011/12 beibehalten und lediglich die Gesamtmannschaftszahl von 36 auf 34 reduziert. In der TFF 2. Lig 2011/12 wurde die Gesamtsmannschaftszahl im Vergleich zur Vorsaison beibehalten und lediglich die Absteigeranzahl von sechs auf vier reduziert. Fortan stiegen die Mannschaften die die letzten beiden Tabellenplätze belegten ab.
Während in der Saison 2012/13 alles unverändert blieb, wurde in der Saison 2013/14 die Gesamtsmannschaftszahl auf 36 erhöht. Dadurch stieg die Absteigeranzahl von vier auf sechs Mannschaften an. Fortan stiegen die Mannschaften die die letzten drei Tabellenplätze belegten ab.
In der Saison 2014/15 wurde die Absteigeranzahl von sechs auf acht erhöht, sodass jetzt die Mannschaften auf den letzten vier Tabellenplätzen beider Gruppen abstiegen. In der TFF 2. Lig sind ausländische Spieler nicht spielberechtigt. Mannschaften, die von der TFF 1. Lig abgestiegen sind, können ihre ausländischen Spieler an Vereine der oberen Ligen ausleihen.

## Mannschaften 2025/26

### Mannschaften der Gruppe Weiß
| Mannschaft                 | Stadt      | Gründung | In der Liga seit | Letzte Saison | Stadion                         | Kapazität |
| -------------------------- | ---------- | -------- | ---------------- | ------------- | ------------------------------- | --------- |
| MKE Ankaragücü (Absteiger) | Istanbul   | 1910     | 2025             | 17. 1         | Eryaman Stadyumu                | 22.000    |
| Şanlıurfaspor (Absteiger)  | Şanlıurfa  | 1969     | 2025             | 18. 1         | 11 Nisan Stadyumu               | 28.965    |
| Batman Petrolspor          | Batman     | 1960     | 2024             | 2.            | Batman Yeni Şehir Stadı         | 15.000    |
| Elazığspor                 | Elazığ     | 1967     | 2024             | 02. *         | Elazığ Stadyumu                 | 18.423    |
| Kastamonuspor 1966         | Kastamonu  | 1966     | 2016             | 3.            | Gazi Stadyumu                   | 04.033    |
| Adana 01 FK                | Adana      | 1954     | 2024             | 4.            | Yeni Adana Stadyumu             | 33.543    |
| Altınordu FK               | Izmir      | 1923     | 2023             | 5.            | Bornova Aziz Kocaoğlu           | 09.138    |
| Beykoz Anadoluspor         | Tuzla      | 1954     | 2024             | 6.            | Tuzla Belediye Stadyumu         | 02.000    |
| Karacabey Belediyespor     | Karacabey  | 2008     | 2021             | 06. *         | M. Fehmi Gerçeker Stadyumu      | 02.722    |
| İskenderunspor             | İskenderun | 1978     | 2022             | 7.            | 5 Temmuz Stadyumu               | 08.217    |
| Beyoğlu Yeni Çarşı FK      | Manisa     | 2004     | 2023             | 07. *         | Maltepe-Hasan-Polat-Stadion     | 05.000    |
| Bucaspor                   | Buca       | 2011     | 2022             | 08. *         | Yeni Buca Stadyumu              | 08.810    |
| 24 Erzincanspor            | Erzincan   | 1984     | 2020             | 10.0          | Erzincan 13 Şubat Stadı         | 06.000    |
| Erbaaspor                  | Erbaa      | 1947     | 2024             | 10. *         | Yeni Erbaa stadyum              | 08.000    |
| Karaman FK                 | Karabük    | 1992     | 2023             | 11. *         | Yeni Karaman Stadyumu           | 15.000    |
| Ankaraspor                 | Ankara     | 1978     | 2018             | 12.0          | Osmanlı Stadı                   | 18.029    |
| İnegölspor                 | İnegöl     | 1954     | 2012             | 13.0          | İnegöl Stadion                  | 04.975    |
| Kepezspor                  | Kepez      | 1995     | 2024             | 14.0          | Kepez Belediyesi Spor Kompleksi | 01.500    |
| Muğlaspor (Aufsteiger)     | Muğla      | 1969     | 2025             | 001. 2        | Muğla Atatürk Stadyumu          | 07.750    |

| Adana |

| Altınordu FK |

| Ankaragücü |

| Ankaraspor |

| Batman |

| Beyoğlu Y. Ç |

| Anadoluspor |

| Bucaspor |

| Elazığspor |

| Erbaaspor |

| 24 Erzincanspor |

| İnegölspor |

| İskenderunspor |

| Kastamonuspor 1966 |

| Karacabey |

| Karaman |

| Kepezspor |

| Muğlaspor |

| Şanlıurfaspor |

### Mannschaften der Gruppe Rot
| Mannschaft                   | Stadt         | Gründung | In der Liga seit | Letzte Saison | Stadion                         | Kapazität |
| ---------------------------- | ------------- | -------- | ---------------- | ------------- | ------------------------------- | --------- |
| Adanaspor (Absteiger)        | Adana         | 1954     | 2025             | 19. 1         | Yeni Adana Stadyumu             | 33.543    |
| Yeni Malatyaspor (Absteiger) | Malatya       | 1986     | 2025             | 20. 1         | Yeni Malatya Stadyumu           | 27.044    |
| 68 Yeni Aksarayspor          | Aksaray       | 2009     | 2023             | 3.            | Dağılgan Stadyumu               | 02.750    |
| Menemenspor                  | Menemen       | 1947     | 2022             | 4.            | Menemen İlçe Stadı              | 05.000    |
| 1461 Trabzon FK              | Trabzon       | 1986     | 2019             | 08. *         | Ahmet Suat Özyazıcı Stadı       | 07.916    |
| Ankara Demirspor             | Ankara        | 1932     | 2018             | 9.            | Cebeci İnönü Stadı              | 37.000    |
| Fethiyespor                  | Fethiye       | 1933     | 2022             | 09. *         | Fethiye İlçe Stadı              | 08.372    |
| Kırklarelispor               | Kırklareli    | 1925     | 2011             | 11. *         | Kırklareli Atatürk Stadı        | 08.000    |
| Arnavutköy Belediyespor      | Bayburt       | 2006     | 2022             | 12.0          | Arnavutköy Bolluca Stadyumu     | 01.500    |
| Somaspor                     | Manisa        | 2005     | 2021             | 13.0          | Soma Atatürk Stadyumu           | 03.500    |
| Mersin İdman Yurdu           | Mersin        | 1925     | 2023             | 14.0          | Mersin Arena                    | 25.534    |
| Belediye Derincespor         | Derince       | 1994     | 2023             | 15.0          | Derince İlçe Stadyumu           | 01.500    |
| Isparta 32 Spor              | Isparta       | 1976     | 2021             | 15. *         | Isparta Atatürk Şehir Stadyumu  | 10.000    |
| Bursaspor (Aufsteiger)       | Bursa         | 1963     | 2025             | 001. 2        | Timsah Arena                    | 43.361    |
| Aliağa FK                    | Aliağa        | 1970     | 2025             | 001. 2        | Aliağa Şehir Stadyumu           | 04.200    |
| Mardin 1969 SK               | Mardin        | 2015     | 2025             | 001. 2        | 21 Kasım Şehir Stadyumu         | 05.700    |
| Kahramanmaraş İstiklalspor   | Kahramanmaraş | 2016     | 2025             | 0002. 2 3     | Kahramanmaraş 12 Şubat Stadyumu | 09.216    |
| Muşspor                      | Serik         | 2015     | 2025             | 0002. 2 3     | Muş Şehir Stadyumu              | 06.000    |

| 1461 Trabzon FK |

| 68 Yeni Aksarayspor |

| Adanaspor |

| Aliağa FK |

| Ankara Demirspor |

| Arnavutköy Belediyespor |

| Bursaspor |

| Fethiyespor |

| Güzide Gebzespor |

| Isparta 32 Spor |

| Kahramanmaraş İstiklalspor |

| Kırklarelispor |

| Mardin |

| Menemenspor |

| Mersin İdman Yurdu |

| Muşspor |

| Somaspor |

| Yeni Malatyaspor |

## Saisonbilanzen

### Aufsteiger in die TFF 1. Lig
| Saison     | Aufsteiger in die TFF 1.Lig | Absteiger in die Regional-/bzw. Oberligen bzw. 3. Liga |
| ---------- | --- | --- |
| 1967/68    | Düzcespor | keine Absteiger |
| 1968/69    | Tarsus İdman Yurdu (Rote Gruppe) Nazillispor (Weiße Gruppe) | Altındağspor (Rote Gruppe) Davutpaşa SK 1 (Weiße Gruppe) |
| 1969/70    | Hatayspor (Rote Gruppe) Uşakspor (Weiße Gruppe) | keine Absteiger |
| 1970/71    | Sarıyer GK (Rote Gruppe) Konyaspor (Weiße Gruppe) Konya İdman Yurdu (Gruppe Grün) İskenderunspor (Gruppe Blau) | keine Absteiger |
| 1971/72    | Lüleburgazspor (Rote Gruppe) Beykozspor (Weiße Gruppe) Gaziantepspor (Gruppe Grün) Karabükspor (Gruppe Blau) | Hasköy SK, Izmir Ülküspor (Rote Gruppe) Beylerbeyi SK, Yeşildirek SK (Weiße Gruppe) Sanayi Barbaros SK, Altındağspor (Gruppe Grün) Bahçeli Gençlik SK, Yenişehir SK 2 (Gruppe Blau) |
| 1972/73    | Eskişehir Demirspor (Rote Gruppe) Tirespor (Weiße Gruppe) Erzurumspor (Gruppe Grün) Malatyaspor (Gruppe Blau) | Burdurspor, Muğlaspor (Rote Gruppe) İzmir Demirspor, Eyüpspor (Weiße Gruppe) Mardinspor, Toprak Ofisi SK (Gruppe Grün) Yenimahalle SK, Sincanspor (Gruppe Blau) |
| 1973/74    | Çorumspor, Rizespor (Rote Gruppe) MKE Kırıkkalespor, Karabükspor (Weiße Gruppe) | Davutpaşa SK, Taksim SK, Ankara Sitespor, Yedikule SK (Rote Gruppe) Hacettepe GK, Afyonspor, Ankara Güneşspor, Nazillispor 3 (Weiße Gruppe) |
| 1974/75    | Elazığspor (Rote Gruppe) Bandırmaspor (Weiße Gruppe) | Kırşehirspor, PTT Ankara (Rote Gruppe) Feriköy SK (Weiße Gruppe) |
| 1975/76    | Diyarbakırspor (Rote Gruppe) Ispartaspor (Weiße Gruppe) | keine Absteiger |
| 1976/77    | Düzcespor (Rote Gruppe) Tekirdağspor (Weiße Gruppe) Urfaspor (Gruppe Blau) | Kastamonuspor, Çanakkalespor 4, Yeşilova SK (Rote Gruppe) Galata SK, Anadolu SK, Süleymaniye SK 3 (Weiße Gruppe) Amasyaspor, Nevşehirspor 5 (Gruppe Blau) |
| 1977/78    | Edirnespor (Rote Gruppe) Sebat Gençlik SK (Weiße Gruppe) | Izmir Ülküspor, Ceyhanspor, Kasımpaşa Istanbul (Rote Gruppe) Kütahyaspor, Adalet SK, Hacettepe GK (Weiße Gruppe) |
| 1978/79    | Lüleburgazspor, Altınordu Izmir (Rote Gruppe) Erzurumspor, Giresunspor (Weiße Gruppe) | İstanbulspor, Galata SK, Uşakspor (Rote Gruppe) Petrol Ofisi SK, Konya Ereğlispor, Iskenderunspor (Weiße Gruppe) |
| 1979/80 6  | Tarsus İdman Yurdu, Hatayspor, Erzincanspor, Malatyaspor, Konyaspor, Tokatspor, Gençlerbirliği Ankara, Çorumspor, Izmirspor, Karagümrük SK, Beykozspor, Kırklarelispor, Ödemişspor, Kütahyaspor, Manisaspor, Yeşilova SK, Karşıyaka SK, Adalet SK                                                                              | keine Absteiger |
| 1980/81    | Keine Ligabetrieb | Keine Ligabetrieb |
| 1981/82    | Keine Ligabetrieb | Keine Ligabetrieb |
| 1982/83    | Keine Ligabetrieb | Keine Ligabetrieb |
| 1983/84    | Keine Ligabetrieb | Keine Ligabetrieb |
| 1984/85    | Gölcükgücü (1. Gruppe) Bakırköyspor (2. Gruppe) İnegölspor (3. Gruppe) Manisaspor (4. Gruppe) Aydınspor (5. Gruppe) Etibank SAS (6. Gruppe) Düzce Kervan Doğsanspor (7. Gruppe) Osmaniyespor (8. Gruppe) Artvin Hopaspor (9. Gruppe) Erzincanspor (10. Gruppe) Siirt YSE Spor (11. Gruppe)                                     | keine Absteiger, Bursa Belediyespor musste zwangsabsteigen |
| 1985/86    | Bayburtspor (1. Gruppe) Elazığspor (2. Gruppe) Reyhanlıspor (3. Gruppe) Çarşambaspor (4. Gruppe) Kırşehirspor (5. Gruppe) Sökespor (6. Gruppe) Kuşadasıspor (7. Gruppe) Sönmez Filament SK (8. Gruppe) Çanakkalespor (9. Gruppe) Çorluspor (10. Gruppe) Silivrispor (11. Gruppe) Beykozspor (12. Gruppe)                       | keine Absteiger |
| 1986/87    | Trabzonspor (2P) (1. Gruppe) Bitlisspor (2. Gruppe) Niğdespor (3. Gruppe) Bartınspor (4. Gruppe) Ispartaspor (5. Gruppe) Menemenspor (6. Gruppe) Kütahyaspor (7. Gruppe) Uşakspor (8. Gruppe) Eyüpspor (9. Gruppe) Zeytinburnuspor (10. Gruppe)                                                                                | Iğdırspor, Palandökenspor (1. Gruppe) Elazığ Ferrokromspor, Van İskelespor (2. Gruppe) İskenderun Demir Çelikspor 7, İçel Demirspor, Borspor (3. Gruppe) Çankırıspor, Mamakspor (4. Gruppe) Denizli Emsan Şirinköy SK 8, Konya Ereğlispor, Yeşil Çivrilspor (5. Gruppe) Çine Madranspor, Izmir Ülküspor (6. Gruppe) Kütahya Termikspor, Bilecikspor (7. Gruppe) Bursa Kültürspor, Karacabeyspor (8. Gruppe) Yeşildirek SK, Davutpaşa SK (9. Gruppe) Beyoğluspor, Ümraniyespor (10. Gruppe) |
| 1987/88    | Giresunspor (1. Gruppe) Mardinspor (2. Gruppe) Nevşehirspor (3. Gruppe) Polatlıspor (4. Gruppe) Alanyaspor (5. Gruppe) Ayvalıkgücü (6. Gruppe) Bursaspor (2P) (7. Gruppe) Uzunköprüspor (8. Gruppe) Kartalspor (9. Gruppe) | Karsspor, Gümüşhanespor (1. Gruppe) Pazarcık Aksuspor, Diyarbakır Yolspor 9 (2. Gruppe) Afşinspor, Malatya İdman Yurdu (3. Gruppe) Yeni Bahçeli SK (4. Gruppe) Karamanspor, Antalya Yolspor (5. Gruppe) Alaşehirspor (6. Gruppe) Erdekspor, Eskişehir Demirspor (7. Gruppe) Tekirdağ Sarayspor, Hayraboluspor (8. Gruppe) Kocaeli BB Kağıtspor, Taksim SK (9. Gruppe) |
| 1988/89    | Bulancakspor (1. Gruppe) Şanlıurfaspor (2. Gruppe) Niğdespor (3. Gruppe) Hacettepe Yeni Camuzoğlu SK (4. Gruppe) Sökespor (5. Gruppe) Izmirspor (6. Gruppe) Bandırmaspor (7. Gruppe) Kasımpaşa Istanbul (8. Gruppe) Karagümrük SK (9. Gruppe)                                                                                  | Erbaaspor, Sinopspor (1. Gruppe) Viranşehirspor (2. Gruppe) Kırıkhanspor, Ceyhanspor (3. Gruppe) Kırşehirspor, Kamanspor 10 (4. Gruppe) Burdurspor, Ödemişspor (5. Gruppe) Yeni Bornovaspor, Kemalpaşaspor (6. Gruppe) Keşanspor, Bilecikspor (7. Gruppe) Alibeyköyspor, Yedikule SK (8. Gruppe) İstanbul DSİ SK, Çengelköy Talimhane SK (9. Gruppe) |
| 1989/90    | Ünyespor (1. Gruppe) Elazığspor (2. Gruppe) Hatayspor (3. Gruppe) Düzce Kervan Doğsanspor (4. Gruppe) Yeni Afyonspor (5. Gruppe) Bucaspor (6. Gruppe) Gönenspor (7. Gruppe) Gaziosmanpaşaspor (8. Gruppe) Yalovaspor (9. Gruppe)                                                                                               | Trabzonspor (B) 11 (1. Gruppe) Ankara Sitespor 12(4. Gruppe) Karşıyaka SK (2P) 11 (6. Gruppe) Tekirdağ Büyük Salatspor 13 (7. Gruppe) Galatasaray (2P) 11 (8. Gruppe) |
| 1990/91    | Bafraspor (1. Gruppe) Muşspor (2. Gruppe) Tarsus İdman Yurdu (3. Gruppe) Kayserispor (4. Gruppe) Ispartaspor (5. Gruppe) Manisaspor (6. Gruppe) Bozüyükspor (7. Gruppe) Sirkeci Küçükçekmecespor (8. Gruppe) Üsküdar Anadolu SK (9. Gruppe)                                                                                    | Görelespor (1. Gruppe) Iğdırspor (2. Gruppe) Afşinspor (3. Gruppe) Sivas Demirspor (4. Gruppe) Denizli Sarayköyspor (5. Gruppe) Menemenspor (6. Gruppe) İznikspor (7. Gruppe) Erdekspor (8. Gruppe) Izmir Petkimspor (9. Gruppe) |
| 1991/92    | Akçaabat Sebatspor (1. Gruppe) Batman Belediyespor (2. Gruppe) İskenderunspor (3. Gruppe) Yeni Yozgatspor (4. Gruppe) Yeni Nazillispor (5. Gruppe) Kütahyaspor (6. Gruppe) Balıkesirspor (7. Gruppe) İstanbulspor (8. Gruppe) Zonguldakspor (9. Gruppe)                                                                        | Suluovaspor (1. Gruppe) Sarıkamış Esnafspor (2. Gruppe) Reyhanlıspor (3. Gruppe) Çankırıspor (4. Gruppe) Antalya Yolspor 14, Yeni Sandıklıspor (5. Gruppe) Çeşmespor (6. Gruppe) Edremitspor (7. Gruppe) İstanbul THY SK (8. Gruppe) Adapazarıspor (9. Gruppe) |
| 1992/93    | Adıyamanspor (1. Gruppe) Giresunspor (2. Gruppe) Hatayspor (3. Gruppe) Yeni Sincanspor (4. Gruppe) Eskişehirspor (5. Gruppe) Çorumspor (6. Gruppe) Istanbul BB (7. Gruppe) Çorluspor (8. Gruppe) Dardanelspor (9. Gruppe) Yeni Turgutluspor (10. Gruppe)                                                                       | Silvanspor, Hakkari PTT SK, Tuncelispor, Tatvanspor (1. Gruppe) Gümüşhane Köy Hizmetleri, Fatsaspor, Ağrıspor, Ardeşen Belediyespor (2. Gruppe) Hatay Sahilspor, Elbistan Belediyespor, Kadirli İdman Yurdu, Adana Gençlerbirliği (3. Gruppe) Kırşehirspor, Konya Yolspor, Konya Ereğlispor, Silifkespor (4. Gruppe) Burdurgücü, Buldan Belediyespor, Dinar Belediyespor, Yeni Akşehirspor (5. Gruppe) Amasyaspor, Köy Hizmetleri Sinopspor, Vezirköprüspor, Turhalspor (6. Gruppe) Pendikspor, Dikilitaş SK, Galata SK, Ümraniyespor (7. Gruppe) Bayrampaşaspor, Nişantaşıspor, Yücespor, Kırklarelispor (8. Gruppe) Çanspor, Keşanspor, Burhaniyespor, AS Akyazı SK (9. Gruppe) Selçuk Efes Spor, Alpetspor, Tirespor, Alaşehirspor (10. Gruppe) |
| 1993/94    | Batman Belediyespor (1. Gruppe) Çaykur Rizespor (2. Gruppe) İçel Poligücü (3. Gruppe) Ankara Şekerspor (4. Gruppe) Kemer Belediyespor (5. Gruppe) Erdemir Ereğlispor (6. Gruppe) Edirnespor (7. Gruppe) Düzcespor (8. Gruppe) Yeni Afyonspor (9. Gruppe) Manisaspor (10. Gruppe) Soma Linyitspor, Kahramanmaraşspor (Play-off) | Mardinspor, Cizrespor (1. Gruppe) Çayelispor, Tedaş 12 Martspor (2. Gruppe) Kırıkhan Belediyespor, Besni Belediyespor (3. Gruppe) Ankara Köy Hizmetlerispor, Ankara DSİ Spor 15 (4. Gruppe) Antalya Ormanspor, Torbalıspor (5. Gruppe) Bafraspor, Çarşamba Beldespor (6. Gruppe) Silivrispor, Feriköy SK (7. Gruppe) Darıca Gençlerbirliği, Vefa Istanbul (8. Gruppe) Karacabayspor, Mudanyaspor (9. Gruppe) Bigaspor, Akhisarspor (10. Gruppe) |
| 1994/95    | Elazığspor (1. Gruppe) Erzincanspor (2. Gruppe) Şanlıurfaspor (3. Gruppe) PTT SK (4. Gruppe) Beypazarı Belediyespor (5. Gruppe) Yimpaş Yozgatspor (6. Gruppe) Fethiyespor (7. Gruppe) Bergama Belediyespor (8. Gruppe) Lüleburgazspor (9. Gruppe) Anadolu Hisarı SK (10. Gruppe)                                               | Diyarbakır DSİ SK, Ercişspor (1. Gruppe) Artvin Köy Hizmetleri 16, Giresun Köy Hizmetleri (2. Gruppe) Adana Polisgücü 16, Adana Köy Hizmetleri, Mezitlispor (3. Gruppe) Ankara Emniyetspor, Polatlıspor (4. Gruppe) Mudurnuspor, Eskişehir Demirspor (5. Gruppe) Bartinspor, Sivas Tek Çayspor (6. Gruppe) Denizli Belediyespor, Ödemiş Belediyespor (7. Gruppe) Manisa Sümerbankspor, Soma Sotesspor (8. Gruppe) Malkaraspor, İstanbul Özel İdare İhtisas SK (9. Gruppe) Kocaeli Petkimspor, İznikspor (10. Gruppe) |
| 1995/96    | Bingölspor (1. Gruppe) Artvin Hopaspor (2. Gruppe) İskenderunspor (3. Gruppe) Ankara Demirspor (4. Gruppe) Ünyespor (5. Gruppe) Muğlaspor (6. Gruppe) Kuşadasıspor (7. Gruppe) İnegölspor (8. Gruppe) Nişantaşıspor (9. Gruppe) Beylerbeyi SK (10. Gruppe)                                                                     | Van DSİ SK, Tunceli Belediyespor (1. Gruppe) Karsspor, Ağrı Köy Hizmetleri (2. Gruppe) Yeni Samandağspor (3. Gruppe) Niğdespor, Altındağ Belediyespor (4. Gruppe) Erbaaspor, DHMİ Ankara 17 (5. Gruppe) Tavşanlı Linyitspor, Bodrumspor (6. Gruppe) Yeni Bornovaspor, Altınordu Izmir (7. Gruppe) Sönmez Filament SK, Denizcilik İşletmeleri (8. Gruppe) Babaeskispor, Uzunköprüspor (9. Gruppe) Kilimli Belediyespor, Çengelköyspor (10. Gruppe) |
| 1996/97    | Batman Petrolspor (1. Gruppe) Giresunspor, Orduspor (2. Gruppe) Gaziantep Sankospor (3. Gruppe) Boluspor, Keçiörengücü (4. Gruppe) Ankara BB (5. Gruppe) Marmarisspor (6. Gruppe) Istanbul BB (7. Gruppe) Kasımpaşa Istanbul (8. Gruppe)                                                                                       | Silvanspor, Muş Adaletgücü (1. Gruppe) Trabzon Yalıspor, Samsun Kadıköyspor (2. Gruppe) Şehit Kamil Belediyespor, Osmaniyespor (3. Gruppe) Ziraat Bankasıspor, Yeni Sincanspor (4. Gruppe) Etibank SAS, Antalya Köy Hizmetleri (5. Gruppe) Edremitspor, Yeşilova SK (6. Gruppe) Ortaçeşmespor, Fatih Karagümrük SK (7. Gruppe) Dikilitaş SK, Edirne DSİ 18 (8. Gruppe) |
| 1997/98    | Ağrıspor (1. Gruppe) Gümüşhane Doğanspor, Amasyaspor (2. Gruppe) Fırat Üniversitesi SK (3. Gruppe) Kilimli Belediyespor (4. Gruppe) Petrol Ofisi SK (5. Gruppe) Izmirspor (6. Gruppe) Pendikspor (7. Gruppe) Çorluspor (8. Gruppe)                                                                                             | Kızıltepespor, Muşspor (1. Gruppe) Iğdırspor, Sivas Demirspor (2. Gruppe) Nizip Belediye Olimpiyatspor (3. Gruppe) Kozlu Belediyespor, Ankara Köy Hizmetleri (4. Gruppe) Konya Yolspor, Kütahya Seramikspor (5. Gruppe) Yeni Bornovaspor, Sökespor (6. Gruppe) Bozüyükspor, Karamürselspor (7. Gruppe) Kepezspor, Keşanspor (8. Gruppe) |
| 1998/99    | Siirt Köy Hizmetleri SK (1. Gruppe) Sivasspor (2. Gruppe) Malatya Belediyespor (3. Gruppe) MKE Kırıkkalespor, Düzcespor (4. Gruppe) Ankara ASAŞ, KSÜ Endüstrispor (5. Gruppe) Yeni Nazillispor (6. Gruppe) Darıca Gençlerbirliği (7. Gruppe) Gaziosmanpaşaspor (8. Gruppe)                                                     | Bitlis Köy Hizmetleri Spor, Erganispor (1. Gruppe) Turhalspor, Ardeşenspor (2. Gruppe) Siverek Belediyespor, Pütürge Belediyespor (3. Gruppe) Beypazarı Belediyespor, Bartinspor (4. Gruppe) Eskişehir Demirspor, Afyon Şekerspor (5. Gruppe) Yeşilova SK, Gaziemirspor (6. Gruppe) Gölcükspor 19, Yalovaspor 19, Kestelspor, Anadoluhisarı İdman Yurdu (7. Gruppe) Ayazağaspor 19, Küçükçekmecespor, Bigaspor (8. Gruppe) |
| 1999/2000  | Cizrespor (1. Gruppe) Gümüşhane Doğanspor, Akçaabat Sebatspor (2. Gruppe) Hacılar Erciyesspor (3. Gruppe) Türk Telekomspor (4. Gruppe) Ispartaspor (5. Gruppe) Yeni Turgutluspor (6. Gruppe) Öz Sahrayıceditspor (7. Gruppe) Kırklarelispor, Güngören Belediyespor (8. Gruppe)                                                 | Diyarbakır Köy Hizmetleri SK, Bingölspor (1. Gruppe) Fatsaspor, Sürmenespor (2. Gruppe) Fırat Üniversitesi SK, İslahiyespor (3. Gruppe) Çaycumaspor, Erdemirspor (4. Gruppe) Yeni Anamurspor, Manavgat Belediyespor (5. Gruppe) Simav Eynalspor, Selçuk Efes Spor (6. Gruppe) Ümraniyespor, Feriköy SK (7. Gruppe) Vefa Istanbul, Çerkezköy Belediyespor (8. Gruppe) |
| 2000/01 23 | keine Aufsteiger | Diyarbakır BB Diskispor 20, Batman Karşıyakaspor 20, Batman Belediyespor 20, Bingöl Genç Telekomspor 20, Nusaybin Demirspor, Muşspor, Elazığ Belediyespor 20, Yüksekova Cilospor 20, Diyarbakır Telekomspor 20, Bismil Birlikspor 21, Kurtalanspor 21, Bitlis Özgüzelderespor 20, Batman Demirspor 21 (1. Gruppe) Trabzon Türk Telekomspor 20, Pazarspor, Orduspor 20, Rize Çayspor 20, Bayburtspor 20, Giresunspor 20, Ofspor 20, Ünyespor 20, Çarşamba Belediyespor 20, DÇ Divriğispor 20, Arsinspor 21, Karabulak Gençlikspor 21, Samsun Termespor 21, Doğubayazıtspor 21 22 (2. Gruppe) Tarsus İdman Yurdu 20, Şanlıurfa Belediyespor 20, Adıyamanspor 20, Gaskispor 20, Silifkespor 20, Niğdespor 20, Osmaniyespor 20, Kilis Belediyespor 20, İskenderunspor 20, Ceyhanspor 20, İskenderun DÇ 21, Nevşehirspor 21, Malatya Belediyespor 21, Kozan Belediyespor 21 (3. Gruppe) Zonguldakspor 20, EGO Spor 20, Çorumspor 20, Kırşehir Petlasspor 20, Saran Keskinspor 20, Kayseri Elektrikspor 20, Merzifonspor 20, Karadeniz Ereğlispor 20, Kilimli Belediyespor 20, Kastamonuspor 20, Akçakocaspor 21, Turhalspor 21, Altındağ Belediyespor 21, Etimesgut Belediyespor 21 (4. Gruppe) Alanyaspor 20, Petrol Ofisi SK, Afyonspor 20, Keçiörengücü 20, EGSAŞ Aksarayspor 20, Eski Spor 20, Eskişehir Şekerspor 20, Çubukspor 20, ASKİ Spor 20, Karamanspor 20, Sidespor 21, Etibank SAS 21, Kemerspor 21, Konya Yolspor 21 (5. Gruppe) Izmir Petkimspor 20, Muğlaspor 20, Aliağa SK 20, Bursa Merinosspor 20, Akhisar Belediyespor 20, Bergama Belediyespor 20, Dalaman Kağıtspor 20, Ayvalıkgücü 20, Torbalı Belediyespor 20, Fethiyespor 20, Balıkesirspor 21, Kuşadasıspor 21, Soma Linyitspor 21, Yeni Milasspor 21 (6. Gruppe) Eyüpspor 20, Beykozspor 20, Bileckspor 20, Pendikspor 20, Ayazağaspor 20, Gebzespor 20, Yalovaspor 20, İzmit Bekirpaşaspor 20, Izmitspor 20, Tofaş SK 21, Mudurnuspor 21, Üsküdar Anadolu SK 21, Nişantaşıspor 21 (7. Gruppe) Tepecik Fıratpenspor 20, Fatih Karagümrük SK 20, Kasımpaşa Istanbul 20, Beylerbeyi SK 20, Bandırmaspor 20, Tekirdağspor 20, Lüleburgazspor 20, Bayrampaşa Makelspor 20, Edirnespor 20, Alibeyköy SK 20, Geliboluspor 21, Beşyüzevler SK 21, Gönenspor 21, Çanspor 21 (8. Gruppe) |
| 2001/02    | Vestel Manisaspor, Mersin İdman Yurdu (Aufstiegsrunde) , Adana Demirspor (Play-off) | Zeytinburnuspor, Sapancaspor (1. Gruppe) Ispartaspor, Yeni Turgutluspor (2. Gruppe) Konya Mobellaspor, Kırklarelispor (3. Gruppe) Boluspor, Artvin Hopaspor (4. Gruppe) Vanspor, Ağrıspor (5. Gruppe) |
| 2002/03    | Karşıyaka SK (Gruppe A) Türk Telekomspor (Gruppe B) Erciyesspor (Gruppe C) | Gaziosmanpaşaspor, Kütahyaspor (Gruppe A) Çubukspor, Tokatspor (Gruppe B) Hakkarispor, Silopi Cudispor (Gruppe C) |
| 2003/04    | Fatih Karagümrük SK (Gruppe A) Sarıyer SK (Gruppe B) Mardinspor (Gruppe C) | Sidespor, Mustafakemalpaşaspor (Gruppe A) Amasyaspor, Gümüşhanespor (Gruppe B) Mezitlipor, Iğdırspor (Gruppe C) |
| 2004/05    | Uşakspor (Gruppe A) Orduspor (Gruppe B) Gaziantep BB (Gruppe C) | Göztepe Izmir, Çorluspor (Gruppe A) Bulancakspor, Ankara Şekerspor 24 (Gruppe B) Erzincanspor, Karamanspor (Gruppe C) |
| 2005/06    | Kasımpaşa Istanbul, Gençlerbirliği ASAŞ (Aufstiegsrunde) Eskişehirspor (Play-off) | Yıldırım Bosnaspor, Üsküdar Anadolu 1908 SK (1. Gruppe) Aydınspor, Adanaspor 25 (2. Gruppe) Aksarayspor, Bursa Merinosspor (3. Gruppe) Ankara Demirspor, Zonguldakspor (4. Gruppe) Osmaniyespor, Batman Petrolspor (5. Gruppe) |
| 2006/07    | Boluspor, Kartalspor (Aufstiegsrunde) Giresunspor (Play-off) | Yalovaspor, Oyak Renault SK (1. Gruppe) Nazilli Belediyespor, Muğlaspor (2. Gruppe) Keçiörengücü, Darıca Gençlerbirliği (3. Gruppe) Tokatspor, Ünyespor (4. Gruppe) Siirtspor, Cizrespor (5. Gruppe) |
| 2007/08    | Adanaspor, KDÇ Karabükspor (Aufstiegsrunde) Güngören Belediyespor (Play-off) | İnegölspor, Fatih Karagümrük SK (1. Gruppe) Izmirspor, Uşakspor (2. Gruppe) Küçükköyspor, Tepecikspor (3. Gruppe) Araklıspor, Erzincanspor (4. Gruppe) Kahramanmaraşspor, Hatayspor (5. Gruppe) |
| 2008/09    | Bucaspor, Mersin İdman Yurdu (Aufstiegsrunde) Dardanelspor (Play-off) | Gaziosmanpaşaspor, Darıca Gençlerbirliği, Beylerbeyi SK (1. Gruppe) Altınordu Izmir, Marmaris Belediye Gençlikspor, Afyonkarahisarspor (2. Gruppe) MKE Kırıkkalespor, Maltepespor, Alibeyköy SK (3. Gruppe) Pazarspor, Arsinspor, Yimpaş Yozgatspor (4. Gruppe) Gaskispor, Şanlıurfa Belediyespor, Malatya Belediyespor (5. Gruppe) |
| 2009/10    | Güngören Belediyespor, Akhisar Belediyespor (Aufstiegsrunde) Tavşanlı Linyitspor (Play-off) | Yalovaspor, Beykozspor, Zeytinburnuspor (1. Gruppe) Tepecikspor, İstanbulspor, Denizli Belediyespor (2. Gruppe) Karsspor, Kırşehirspor, Erzurumspor (3. Gruppe) Diyarbakır BB Diskispor, Kahramanmaraşspor, Malatyaspor (4. Gruppe) |
| 2010/11    | Göztepe Izmir (Gruppe Weiß) Elazığspor (Gruppe Rot) Sakaryaspor (Play-offs) | Akçaabat Sebatspor, Hacettepe SK, Gebzespor (Gruppe Weiß) Tarsus İdman Yurdu, Belediye Vanspor, Dardanelspor(Gruppe Rot) |
| 2011/12    | Şanlıurfaspor (Gruppe Weiß) 1461 Trabzon (Gruppe Rot) Adana Demirspor (Play-offs) | Diyarbakırspor, Çorumspor, Kocaelispor (Gruppe Weiß) Altınordu Izmir, Adıyamanspor, Mardinspor(Gruppe Rot) |
| 2012/13    | Balıkesirspor (Gruppe Weiß) Kahramanmaraşspor (Gruppe Rot) Fethiyespor (Play-offs) | Denizli Belediyespor, Çamlıdere Şekerspor (Gruppe Weiß) Ünyespor, Sakaryaspor(Gruppe Rot) |
| 2013/14    | Giresunspor (Gruppe Weiß) Altınordu Izmir (Gruppe Rot) Alanyaspor (Play-offs) | Dardanelspor, Gaziosmanpaşaspor, Çankırıspor (Gruppe Weiß) Eyüpspor, Istanbul Güngörenspor, Bozüyükspor(Gruppe Rot) |
| 2014/15    | Yeni Malatyaspor (Gruppe Weiß) Göztepe Izmir (Gruppe Rot) 1461 Trabzon (Play-offs) | Körfez İskenderunspor, Turgutluspor, Ofspor, Tavşanlı Linyitspor (Gruppe Weiß) Gölbaşıspor, BN Düzyurtspor, Altay Izmir(Gruppe Rot) |
| 2015/16    | Manisaspor (Gruppe Weiß) Ümraniye (Gruppe Rot) Bandırmaspor (Play-offs) | Bayrampaşaspor, Pazarspor, Orduspor (Gruppe Weiß) Kartalspor, Ankara Demirspor, Tarsus İdman Yurdu(Gruppe Rot) |
| 2016/17    | İstanbulspor (Gruppe Weiß) MKE Ankaragücü (Gruppe Rot) BB Erzurumspor (Play-offs) | Üsküdar Anadolu 1908 SK, Büyükçekmece Tepecikspor, Ofspor (Gruppe Weiß) Aydınspor 1923, 1461 Trabzon, Kayseri Erciyesspor (Gruppe Rot) |
| 2017/18    | İstanbulspor (Gruppe Weiß) MKE Ankaragücü (Gruppe Rot) BB Erzurumspor (Play-offs) | Mersin İdman Yurdu, Nazilli Belediyespor, Silivrispor(Gruppe Weiß) Bucaspor, Karşıyaka SK, Kocaeli Birlikspor(Gruppe Rot) |
| 2018/19    | Keçiörengücü (Gruppe Weiß) Menemen Belediyespor (Gruppe Rot) Fatih Karagümrük SK (Play-offs) | Bayrampaşaspor, Gaziantepspor, Manisaspor (Gruppe Weiß) Darıca Gençlerbirliği, Fethiyespor, Tokatspor (Gruppe Rot) |
| 2019/20    | Samsunspor (Gruppe Weiß) Bandırmaspor (Gruppe Rot) Tuzlaspor (Play-offs) | keine Absteiger |
| 2020/21    | Manisa FK (Gruppe Weiß) Eyüpspor (Gruppe Rot) Kocaelispor (Play-offs) | Gümüşhanespor, Sancaktepe FK, Hacettepe SK (Gruppe Weiß) Elazığspor, Mamak FK, Kardemir Karabükspor (Gruppe Rot) |
| 2021/22    | Pendikspor (Gruppe Weiß) Sakaryaspor (Gruppe Rot) Bodrumspor (Play-offs) | Akhisar Belediyespor, 1922 Konyaspor, Eskişehirspor (Gruppe Weiß) Turgutluspor, Ergene Velimeşe SK, Niğde Anadolu FK, Kahramanmaraşspor (Gruppe Rot) |
| 2022/23    | Çorum FK (Gruppe Weiß) Kocaelispor (Gruppe Rot) Şanlıurfaspor (Play-offs) | Batman Petrolspor, Tarsus İdman Yurdu, Bayburt Özel İdarespor, Sivas Belediyespor (Gruppe Weiß) Balıkesirspor, Pazarspor (Gruppe Rot) |
| 2023/24    | Erokspor (Gruppe Weiß) Ahmed SK (Gruppe Rot) Iğdır FK (Play-offs) | Zonguldak Kömürspor, Kırşehir FSK, Bursaspor, Adıyaman FK (Gruppe Weiß) Etimesgut Belediyespor, Düzcespor, Denizlispor, Uşakspor (Gruppe Rot) |
| 2024/25    | Sarıyer SK (Gruppe Weiß) Serik Belediyespor (Gruppe Rot) Vanspor (Play-offs) | Altay Izmir, Karaköprü Belediyespor, Afjet Afyonspor (Gruppe Weiß) Diyarbekirspor, Nazilli Belediyespor, Giresunspor (Gruppe Rot) |

## Die türkischen Drittligameister
Der zu Saisonende Erstplatzierte der TFF 2. Lig ist türkischer Drittligameister genannt. Phasenweise wurde die TFF 2. Lig mehrstufig ausgeführt, sodass es in diesen Spielzeiten mehrere Mannschaften sich den Titel Drittligameister teilten.
| Rang | Verein                       | Drittligameisterschaften |
| ---- | ---------------------------- | ------------------------ |
| 1    | Elazığspor                   | 5                        |
|      | Manisaspor                   | 5                        |
| 3    | Giresunspor                  | 4                        |
|      | Hatayspor                    | 4                        |
|      | Ispartaspor                  | 4                        |
|      | Kasımpaşa Istanbul           | 4                        |
|      | Uşakspor                     | 4                        |
| 8    | Bandırmaspor                 | 3                        |
|      | Çorluspor                    | 3                        |
|      | Düzcespor                    | 3                        |
|      | Arsuz Karaağaçspor           | 3                        |
|      | İzmirspor                    | 3                        |
|      | Lüleburgazspor               | 3                        |
|      | Mardinspor                   | 3                        |
|      | Şanlıurfaspor                | 3                        |
|      | Sarıyer SK                   | 3                        |
|      | Tarsus İdman Yurdu SK        | 3                        |
|      | Yozgatspor                   | 3                        |
| 19   | Akçaabat Sebatspor           | 2                        |
|      | Ankara Keçiörengücü SK       | 2                        |
|      | Artvin Hopaspor              | 2                        |
|      | Balıkesirspor                | 2                        |
|      | 72 Batmanspor                | 2                        |
|      | Beykoz 1908 SK               | 2                        |
|      | Boluspor                     | 2                        |
|      | Buca Geliştirmespor          | 2                        |
|      | Çanakkale Dardanel SK        | 2                        |
|      | Çorumspor                    | 2                        |
|      | Edirnespor                   | 2                        |
|      | Erzincanspor                 | 2                        |
|      | Erzurumspor                  | 2                        |
|      | Eyüpspor                     | 2                        |
|      | Fatih Karagümrük SK          | 2                        |
|      | İnegölspor                   | 2                        |
|      | İstanbulspor                 | 2                        |
|      | Istanbul Başakşehir FK       | 2                        |
|      | Gaziantep FK                 | 2                        |
|      | Gaziosmanpaşa SK             | 2                        |
|      | Göztepe Izmir                | 2                        |
|      | Gümüşhanespor                | 2                        |
|      | Kayseri Erciyesspor          | 2                        |
|      | MKE Kırıkkalespor            | 2                        |
|      | Kuşadasıspor                 | 2                        |
|      | Belediye Kütahyaspor         | 2                        |
|      | Niğdespor                    | 2                        |
|      | Menemen FK                   | 2                        |
|      | Mudurnuspor                  | 2                        |
|      | Nazilli Belediyespor         | 2                        |
|      | Pendikspor                   | 2                        |
|      | Siirtspor                    | 2                        |
|      | Sökespor                     | 2                        |
|      | Turgutluspor                 | 2                        |
|      | Türk Telekom SK              | 2                        |
|      | Ünyespor                     | 2                        |
|      | Üsküdar Anadolu SK           | 2                        |
|      | Yeni Malatyaspor             | 2                        |
| 57   | Adana Demirspor              | 1                        |
|      | Adanaspor                    | 1                        |
|      | Adıyamanspor                 | 1                        |
|      | Afyonkarahisarspor           | 1                        |
|      | Ağrıspor                     | 1                        |
|      | Ahmed SK                     | 1                        |
|      | Altay Izmir                  | 1                        |
|      | Alanyaspor                   | 1                        |
|      | Altınordu Izmir              | 1                        |
|      | Anadolu Hisarı SK            | 1                        |
|      | Ankara Demirspor             | 1                        |
|      | MKE Ankaragücü               | 1                        |
|      | Ankaraspor                   | 1                        |
|      | Aydınspor                    | 1                        |
|      | Ayvalıkgücü Belediyespor     | 1                        |
|      | 1930 Bafraspor               | 1                        |
|      | Bakırköyspor                 | 1                        |
|      | Bartınspor                   | 1                        |
|      | Batman Petrolspor            | 1                        |
|      | Bergama FK                   | 1                        |
|      | Belediye Bingölspor          | 1                        |
|      | Beylerbeyi SK                | 1                        |
|      | Beypazarı Belediyespor       | 1                        |
|      | Bitlisspor                   | 1                        |
|      | Bozüyükspor                  | 1                        |
|      | Bulancakspor                 | 1                        |
|      | Bursaspor (2P)               | 1                        |
|      | Çarşambaspor                 | 1                        |
|      | Çaykur Rizespor              | 1                        |
|      | Cizrespor                    | 1                        |
|      | Çorum FK                     | 1                        |
|      | Darıca Gençlerbirliği SK     | 1                        |
|      | Diyarbakırspor               | 1                        |
|      | Erdemir Ereğlispor           | 1                        |
|      | Erokspor                     | 1                        |
|      | Eskişehir Demirspor          | 1                        |
|      | Eskişehirspor                | 1                        |
|      | Fethiyespor                  | 1                        |
|      | Fırat Üniversitesi SK        | 1                        |
|      | Gaziantepspor                | 1                        |
|      | Gölcükspor                   | 1                        |
|      | Gönenspor                    | 1                        |
|      | İçel Poligücü                | 1                        |
|      | Iğdır Belediyespor           | 1                        |
|      | Iğdırspor                    | 1                        |
|      | İstanbul Güngörenspor        | 1                        |
|      | Kahramanmaraşspor            | 1                        |
|      | Kardemir Karabükspor         | 1                        |
|      | Karşıyaka SK                 | 1                        |
|      | Kayserispor                  | 1                        |
|      | Kartalspor                   | 1                        |
|      | Kemer Belediyespor           | 1                        |
|      | Kilimli Belediyespor         | 1                        |
|      | Kırklarelispor               | 1                        |
|      | Kırşehirspor                 | 1                        |
|      | Kocaelispor                  | 1                        |
|      | Konya İdman Yurdu            | 1                        |
|      | Küçükçekmecespor             | 1                        |
|      | Konyaspor                    | 1                        |
|      | Malatyaspor                  | 1                        |
|      | Maltepespor                  | 1                        |
|      | Manisa FK                    | 1                        |
|      | Marmarisspor                 | 1                        |
|      | Muğlaspor                    | 1                        |
|      | Muşspor                      | 1                        |
|      | Mustafakemalpaşaspor         | 1                        |
|      | Nevşehirspor                 | 1                        |
|      | Niğdespor                    | 1                        |
|      | Nişantaşıspor                | 1                        |
|      | Orduspor                     | 1                        |
|      | Osmaniyespor                 | 1                        |
|      | Petrol Ofisi GSK             | 1                        |
|      | Polatlıspor                  | 1                        |
|      | Reyhanlıspor                 | 1                        |
|      | Sakaryaspor                  | 1                        |
|      | Samsunspor                   | 1                        |
|      | Serik Belediyespor           | 1                        |
|      | Seydişehir Eti Alüminyumspor | 1                        |
|      | Silivrispor                  | 1                        |
|      | Sivasspor                    | 1                        |
|      | Sönmez Filament SK           | 1                        |
|      | Tekirdağspor                 | 1                        |
|      | Tirespor                     | 1                        |
|      | Tokatspor                    | 1                        |
|      | 1461 Trabzon                 | 1                        |
|      | Trabzonspor (2P)             | 1                        |
|      | Turanspor                    | 1                        |
|      | Ümraniyespor                 | 1                        |
|      | Uzunköprüspor                | 1                        |
|      | Yalovaspor                   | 1                        |
|      | Yeni Sincanspor              | 1                        |
|      | Yıldırım Bosnaspor           | 1                        |
|      | Zeytinburnuspor              | 1                        |
|      | Zonguldak Kömürspor          | 1                        |

- Stand: Ende der Saison 2024/25

## Torschützenkönige der TFF 2. Lig
| Saison    | Spieler                        | Land              | Verein                  | Tore              |
| --------- | ------------------------------ | ----------------- | ----------------------- | ----------------- |
| 1967/68   | N. N.                          | Türke             | N. N.                   | N. N.             |
| 1968/69   | N. N.                          | Türke             | N. N.                   | N. N.             |
| 1969/70   | N. N.                          | Türke             | N. N.                   | N. N.             |
| 1970/71   | N. N.                          | Türke             | N. N.                   | N. N.             |
| 1971/72   | N. N.                          | Türke             | N. N.                   | N. N.             |
| 1972/73   | N. N.                          | Türke             | N. N.                   | N. N.             |
| 1973/74   | N. N.                          | Türke             | N. N.                   | N. N.             |
| 1974/75   | N. N.                          | Türke             | N. N.                   | N. N.             |
| 1975/76   | N. N.                          | Türke             | N. N.                   | N. N.             |
| 1976/77   | N. N.                          | Türke             | N. N.                   | N. N.             |
| 1977/78   | N. N.                          | Türke             | N. N.                   | N. N.             |
| 1978/79   | N. N.                          | Türke             | N. N.                   | N. N.             |
| 1979/80   | N. N.                          | Türke             | N. N.                   | N. N.             |
| 1980/81   | Keine Ligabetrieb              | Keine Ligabetrieb | Keine Ligabetrieb       | Keine Ligabetrieb |
| 1981/82   | Keine Ligabetrieb              | Keine Ligabetrieb | Keine Ligabetrieb       | Keine Ligabetrieb |
| 1982/83   | Keine Ligabetrieb              | Keine Ligabetrieb | Keine Ligabetrieb       | Keine Ligabetrieb |
| 1983/84   | Keine Ligabetrieb              | Keine Ligabetrieb | Keine Ligabetrieb       | Keine Ligabetrieb |
| 1984/85   | N. N.                          | Türke             | N. N.                   | N. N.             |
| 1985/86   | N. N.                          | Türke             | N. N.                   | N. N.             |
| 1986/87   | N. N.                          | Türke             | N. N.                   | N. N.             |
| 1987/88   | N. N.                          | Türke             | N. N.                   | N. N.             |
| 1988/89   | N. N.                          | Türke             | N. N.                   | N. N.             |
| 1989/90   | N. N.                          | Türke             | N. N.                   | N. N.             |
| 1990/91   | N. N.                          | Türke             | N. N.                   | N. N.             |
| 1991/92   | Ömer Zorlu                     | Türke             | Giresunspor             | 41                |
| 1992/93   | Erden Aksoy                    | Türke             | Giresunspor             | 37                |
| 1993/94   | Mustafa Ilıkoba                | Türke             | Kozanspor               | 25                |
| 1994/95   | İsmail Sivrikaya               | Türke             | Akçaabat Sebatspor      | 24                |
| 1995/96   | Hikmet Şıktaşlılar             | Türke             | Kuşadasıspor            | 24                |
| 1996/97   | Mehmet Ünver                   | Türke             | Batman Petrolspor       | 31                |
| 1997/98   | Mutlu Dervişoğlu               | Türke             | Gümüşhane Doğanspor     | 28                |
| 1998/99   | Ramazan Polatçı                | Türke             | Siirt Köy Hizmetleri SK | 40                |
| 1999/2000 | N. N.                          | Türke             | N. N.                   | N. N.             |
| 2000/01   | Taner Demirbaş                 | Türke             | Adana Demirspor         | N. N.             |
| 2001/02   | N. N.                          | Türke             | N. N.                   | N. N.             |
| 2002/03   | Emrah Kınık                    | Türke             | Erciyesspor             | 26                |
| 2003/04   | Ferit Karataş                  | Türke             | Adıyamanspor            | 23                |
| 2004/05   | Erman Özcan                    | Türke             | Nazilli Belediyespor    | 24                |
| 2005/06   | N. N.                          | Türke             | N. N.                   | N. N.             |
| 2006/07   | N. N.                          | Türke             | N. N.                   | N. N.             |
| 2007/08   | N. N.                          | Türke             | N. N.                   | N. N.             |
| 2008/09   | N. N.                          | Türke             | N. N.                   | N. N.             |
| 2009/10   | N. N.                          | Türke             | N. N.                   | N. N.             |
| 2010/11   | Coşkun Yılmaz                  | Türke             | Beypazarı Şekerspor     | 19                |
| 2011/12   | Üstün Bilgi                    | Türke             | Kızılcahamamspor        | 24                |
| 2012/13   | Muğdat Çelik                   | Türke             | Nazilli Belediyespor    | 24                |
| 2013/14   | Gökhan Karadeniz               | Türke             | Altınordu Izmir         | 25                |
| 2014/15   | Murat Uluç                     | Türke             | Hatayspor               | 20                |
| 2015/16   | Abdullah Halman                | Türke             | Kocaeli Birlikspor      | 18                |
| 2016/17   | Ali Özgün                      | Türke             | Gümüşhanespor           | 19                |
| 2017/18   | İlyas Çakmak                   | Türke             | Bucaspor                | 28                |
| 2018/19   | Taha Balcı                     | Türke             | Keçiörengücü            | 21                |
| 2019/20   | Serdar Deliktaş Tayyib Kanarya | Türke Türke       | Manisa FK Bandırmaspor  | 20                |
| 2020/21   | Ozan Sol                       | Türke             | Bodrumspor              | 30                |
| 2021/22   | Yasin Abdioğlu                 | Türke             | 1461 Trabzon FK         | 22                |
| 2022/23   | Kemal Rüzgar                   | Türke             | Şanlıurfaspor           | 20                |
| 2023/24   | Kemal Rüzgar                   | Türke             | Menemenspor             | 17                |